# Lada Kozlíková
Lada Kozlíková, née le 8 octobre 1979 à Vyskov, est une coureuse cycliste tchèque. Sur route, elle compte plusieurs titres de championne de République tchèque et a remporté l'Eko Tour Dookola Polski et le Ster Zeeuwsche Eilanden. Sur piste, elle a été championne du monde de scratch et vice-championne du monde de la course aux points en 2002 à Copenhague.

## Palmarès
- 2000
  -  Championne d'Europe du contre-la-montre espoirs
  -  Championne de République tchèque sur route
  -  Championne de République tchèque du contre-la-montre
  - Eko Tour Dookola Polski :
    - Classement général
    - 4e étape
- 2001
  -  Championne de République tchèque sur route
  -  Championne de République tchèque du contre-la-montre
  - Ster Zeeuwsche Eilanden :
    - Classement général
    - 3e étape

  - 2e étape du Krasna Lipa Tour
  - 4e étape de l'Eko Tour Dookola Polski
  - 2e de l'Eko Tour Dookola Polski
  - 2e du championnat d'Europe espoirs du contre-la-montre
- 2002
  -  Championne de République tchèque du contre-la-montre
  - 2e étape de l'Eko Tour Dookola Polski
- 2003
  - 3e étape du Krasna Lipa Tour
  - 2e du Krasna Lipa Tour
- 2005
  -  Championne de République tchèque sur route
  -  Championne de République tchèque du contre-la-montre
- 2006
  -  Championne de République tchèque sur route
  -  Championne de République tchèque du contre-la-montre
  - 3e étape du Krasna Lipa Tour
  - 2e du Krasna Lipa Tour

## Palmarès sur piste

### Championnats du monde
- Copenhague 2002
  -  Championne du monde de scratch
  -  Médaillée d'argent de la course aux points
- Pruszkow 2009
  - 9e de l'omnium
  - 14e de la poursuite individuelle

### Coupe du monde
- 2004 :
  - 2e de la course aux points à Aguascalientes
- 2005-2006 :
  - 3e de la course aux points à Moscou
- 2008-2009 :
  - 3e de la poursuite à Melbourne

### Championnats d'Europe
- 2001
  -  Championne d'Europe de poursuite espoirs
  -  Championne d'Europe de course aux points espoirs
- 2005
  -  Médaillée d'argent de l'omnium
- 2006
  -  Championne d'Europe d'omnium

## Récompenses
- Cycliste tchèque de l'année : 2002